# Беллвуд, Питер
Питер Беллвуд (Peter Bellwood; род. 1943[…], Лестер) — британо-австралийский археолог, специалист в археологии Азии и Тихого океана. Доктор философии (1980); эмерит-профессор Австралийского национального университета, где трудился с 1973 по 2013; фелло Австралийской академии гуманитарных наук (1983), членкор Британской академии (2016). Лауреат International Cosmos Prize (2021).
В 15 лет Питер оставил школу, чтобы начать работать на фабрике; однако впоследствии продолжил обучение.
В кембриджском Кингс-колледже получил степени бакалавра искусств (1966) и доктора философии (1980). С 1967 года начал преподавать — в Оклендском университете.
В 1973 году (его пригласил профессор John Mulvaney) устроился в Австралийский национальный университет.
Подготовил не менее 40 магистров и PhD-студентов.
С 1967 года опубликовал более чем 300 научных работ. Его книги переводились на японский, французский, русский, вьетнамский и индонезийский языки.

## Труды
- Man’s Conquest of the Pacific: The Prehistory of Southeast Asia and Oceania (1978)
  - Покорение человеком Тихого океана. — М.: Наука, 1986. — 523 с.
- The Polynesians: Prehistory of an Island People (2nd edition 1987)
- The Austronesians (co-edited 1995)
- Prehistory of the Indo-Malaysian Archipelago (2nd edition 1997/2007)
- Examining the Farming/Language Dispersal Hypothesis (co-edited with Colin Renfrew, 2002)
- Southeast Asia: from Prehistory to History (co-edited with Ian Glover, 2004)
- First Farmers (2004)
- The Encyclopedia of Global Human Migration, Volume 1: Prehistory (co-edited with Immanuel Ness[англ.], 2013)
- First Migrants (2013)[13]